# The Mad Capsule Markets
The Mad Capsule Markets (originalmente conhecida como The Mad Capsule Market) foi uma banda japonesa formada em 1990, permanecendo ativos até 2006. A banda ficou conhecida por seu estilo experimental de música, que incidiu sobre a fusão da música electrónica com punk rock e heavy metal.

## História

### Berrie (1985-1990)
Em 1985, enquanto no ensino médio, o vocalista e compositor e guitarrista Hiroshi Kyono Minoru Kojima formou a banda punk Berrie. Um ano depois, a dupla juntou-se baixista e baterista Takeshi Ueda "Seto", altura em que o quarteto começou a se apresentar em shows e entrando em Battle of the Bands competições. A banda gravou uma fita demo de três canção intitulada Revolução Poison, que eles distribuíram-se. Sua popularidade na cena da música underground japonês cresceu de forma constante e em 1990 este sucesso lhes rendeu um lugar como o ato de abertura para os Red Hot Chili Peppers. No entanto, no mês do desempenho, o baterista "Seto" deixou a banda e foi substituído por residentes Tóquio Motokatsu Miyagami. Em abril de 1990, Berrie mudou seu nome para The Mad Capsule Market's, supostamente um termo para os distribuidores de Betaphenethylamine, uma droga fictícia do romance Neuromancer, cyberpunk. 

### Primeiros anos (1990-1996)
Em agosto de 1990, a banda lançou seu primeiro single, "Governo Wall", uma regravação da canção Berrie. Em outubro, eles lançaram seu primeiro álbum, Humanity, que também contou com um número de canções Berrie e manteve seu som punk. Após o lançamento do álbum, o guitarrista original Minoru Kojima deixou a banda e foi substituído pelo antigo roadie Ai Ishigaki. No ano seguinte, The Mad Capsule Markets assinaram com uma grande gravadora Victor Entertainment e gravou seu segundo álbum, POP.
A partir de 1992 a banda começou a fazer experiências com seu som punk, variando de sonoridades calmas e melódicas a estilos agressivos. Em 1992, gravaram o EP Capsule Soup e seu terceiro álbum FALA!. Em 1993, seu quarto álbum MIX-ISM inclinou-se mais no sentido de ska punk, e em 1994 seu quinto álbum PARK demonstrou um estilo mais lento e melódico. Este foi também o primeiro álbum a ser lançado no exterior (nos Estados Unidos, apesar de quase dois anos depois de seu lançamento japonês).
Gravado e produzido no E.U.A., o seu álbum de 1996 4 Plugs' viu uma mudança de direção musical de heavy metal. Embora a banda manteve o estilo do punk com influências electrónicas, a música era mais escura e pesada. O vocalista Kyono também alterou seu estilo de cantar e começou a cantar em Inglês ocasionalmente. Isto marcou o início da grande mudança estilística demonstrada em gravações subseqüentes.
Mais tarde, naquele ano, a banda lançou um auto-intitulado na forma de uma compilação de hits, com re-gravações de músicas de sua carreira até aquele ponto. Depois de seu lançamento, o guitarrista Ai Ishigaki deixou a banda e foi substituído por "TORUxxx".

### Mudança de estilo e de reconhecimento internacional (1997-2005)
Talvez impulsionado pela mudança de guitarrista, o som The Mad Capsule Markets tornou-se ainda mais pesado. Em 1997 eles lançaram seu segundo álbum internacional e oitavo na geral, Digidogheadlock. 
Em 1999 a banda lançou seu álbum mais reconhecido internacionalmente até o momento: Dis-OSC (Oscilador de Distorção). Foi lançado mundialmente em 2001, impulsionado pelo tema popular "Pulse", que figurou na trilha sonora do jogo Tony Hawk's Pro Skater 3. A canção e tornou o grupo mais conhecido fora do Japão. Neste momento a banda também lançou seus "mascotes" robóticos The Crusher Branco e Preto Cyborn. 
O décimo álbum dos The Mad Capsule Markets, 010, foi lançado em 2001 e demonstrou todos os estilos que havia explorado anteriormente, com uma forte ênfase em eletrônica. Isso produziu um álbum que soava mais diversificado do que antes. Em 2002, a banda também lançou um álbum ao vivo intitulado 020120, a contar da data da performance. 
Em 2004 a banda produziu o seu álbum mais recente, CiSTm K0nFLiqT (pronuncia-se "System Conflict"). O álbum foi um retorno ao peso do Digidogheadlock, mas este peso foi filtrado através da experimentação electrónica dos dois álbuns anteriores, mantendo uma forte ligação com o hardcore digital. O lançamento do álbum no Reino Unido em 2005 viu a popularidade da banda crescer, com a revista de rock Kerrang! convidando-os para fazer inúmeros concertos. O popular japonês lutador de artes marciais misturadas Takanori Gomi usa a faixa "Scary" para o seu tema de entrada. 
Em 2005, The Mad Capsule Markets rompeu com a gravadora de longa data Victor/Invitation e assinou contrato com a Sony Music Japan. Eles lançaram duas grandes compilações de sucessos de canções abrangendo toda a sua carreira, estes tinham o direito 1990-1996 e 1997-2004. 
No quinto dia de Abril, a banda anunciou que faria uma "pausa alargada" para trabalhar em projetos separados. Eles postaram esses dizeres no site oficial japonês: 
"Muito obrigado pelo grande apoio a nós. Desta vez, após nossa discussão com 3 caras da banda, nós decidimos fazer uma pausa longa como banda. Nós não podemos decidir quando nós recomeçaremos novamente como uma banda, neste momento. Cada um da banda planeja trabalhar individualmente ou com projetos, por favor continuem nos apoiando de agora em diante. Obrigado." 

## Integrantes

### Atuais
- Hiroshi Kyono - vocais
- Takeshi Ueda - baixo, programação, backing vocaiss
- Motokatsu Miyagami - bateria/percussão
- TORUxxx - Guitarra ao vivo, backing vocais

### Ex-membros
- Minoru Kojima aka "Shin" - guitarra (1990)
- Ai Ishigaki - guitarra (1990-1996)
- Takashi Fujita - guitarra (brevemente após Ishigaki sair)

## Discografia
- Humanity (1990)
- P.O.P (1991)
- Speak!!!! (1992)
- Mix-ism (1994)
- Park (1994)
- 4 Plugs (1996)
- Digidogheadlock (1997)
- Osc-Dis (1999)
- 010 (2001)
- Cistm Konfliqt... (2004)